# سجل غزو شنترين

الحرف المزخرف (الأولي) لكلمة لنُغني (Cantemus) في بداية ترنيمة شنترين.
النص التمهيدي (بالأحمر) هو العنوان الأصلي للعمل:
«كيف تم الاستيلاء على مدينة شنترين على يد الملك ألفونسو بن الكونت هنري».

سجل غزو شنترين هو سرد لاتيني مجهول للغزو البرتغالي لمدينة شنترين في 15 آذار 1147 م وإنهاء الحكم الإسلامي هناك. وهو أقدم مصدر وأكثرها تفصيلًا لهذا الحدث ويستند إلى روايات شهود العيان.
أطلق ألكسندر هيركولانو عنوان سجل غزو شنترين (باللاتينية: De expugnatione Scalabis) على النص في طبعته عام 1856 لـكتاب الآثار التاريخية للبرتغال . وقد أصبح هذا العنوان الشائع منذ ذلك الحين، على الرغم من أن العنوان في المخطوطة هو كيف تم الاستيلاء على مدينة شنترين على يد الملك ألفونسو بن الكونت هنري (باللاتينية: Quomodo sit capta Sanctaren civitas a rege Alfonso comitis Henrici filio). النص محفوظ في مخطوطة واحدة، وهي الآن في لشبونة في المكتبة الوطنية للبرتغال، برقم (فوندو ألكوباسينس 415 أو باللغة الأصلية: Fundo Alcobacense 415)، وقد نُسخَت المخطوطة الناجية من الأصلية في الدير السيسترسي في ألكوباكا في أواخر القرن الثاني عشر أو منتصف القرن الثالث عشر. وهي موجودة في صفحتين.
تبدأ "شنترين" بترنيمة قصيرة. وتستهل بدعوة للعبادة المسيحية (دعونا نغني للرب أيها الإخوة الأعزاء (باللاتينية: Cantemus domino fratres karissimi) والتي تتوازي مع المزمور 95 الدعوي. في المخطوطة، تشغل الترنيمة 31 سطرًا من أصل 284، بينما تُخصص بقية الترنيمة للرحلة الاستكشافية.
يروي الملك أفونسو هنريكس قصة الحملة بضمير المتكلم. وقد دفع هذا الشكل غير المعتاد أيريس ناسيمنتو إلى اقتراح أنها كُتبت لتُعرض كنوع من الدراما. ومن المؤكد تقريبًا أن الملك ليس مؤلف القصة، والذي ربما اختار أن يكتبها على لسان الملك لتعزيز سلطتها أو أهميتها. إما أنه كان مشاركًا وشاهد عيان بنفسه أو اعتمد على أولئك الذين كانوا كذلك. وكتب في أعقاب الغزو مباشرة، لأنه لم يذكر انتصار أفونسو العظيم الثاني في ذلك العام، وهو غزو لشبونة في 21 تشرين الأول من المسلمين. ربما كان يكتب العمل في كاتدرائية كويمبرا.
ومع ذلك، يُظهر النص الباقي من المخطوط علامات على مرحلة لاحقة من التنقيح والإزالة. إن الخطاب الصليبي الموضوع على لسان أفونسو قاسٍ للغاية بالنسبة للبرتغال في أربعينيات القرن الثاني عشر الميلادي. يقترح جوناثان ويلسون أن النسخة الباقية هي نتاج سيسترسي من وقت الحملة الصليبية الخامسة (1217-1221 م). أدرج برناردو دي بريتو ترجمة برتغالية للمخطوط في كتابه تاريخ سستر (بالإسبانية: Crónica de Cister) عام 1602 م. نُشرت الطبعة الأولى من النص اللاتيني عام 1632 م. ظهرت ترجمة إنجليزية عام 2021 م لـ"شنترين".
يجادل ويلسون بأن جوسوين البوسوتي ربما يكون مؤلف ترنيمة "شنترين"، حيث كلفه الأسقف سويرو فيغاس حوالي عامي 1217 و1225 م بإعادة صياغة طقس ديني سابق للاحتفال بغزو شنترين. ومن المعروف أن سويرو كلّف جوسوين بتأليف ترنيمة قصيدة غزو شنترين، وهي ترنيمة تحتفل بحصار قصر أبي دانس عام 1217 م. تأتي هذه الترنيمة مباشرة بعد ترنيمة "شنترين" في (فوندو ألكوباسينس 415 أو باللغة الأصلية: Fundo Alcobacense 415). 

## فهرس
- Castro Henriques، António (2010). "De expugnatione Scalabis [On the Conquest of Santarém]". في Graeme Dunphy (المحرر). Encyclopedia of the Medieval Chronicle. Brill. ج. 1. ص. 512.
- Furtado، Rodrigo (2021). "Writing History in Portugal Before 1200". Journal of Medieval History. ج. 47 ع. 2: 145–173. DOI:10.1080/03044181.2021.1902375. hdl:10451/49522.
- Wilson، Jonathan (2019). "A Cistercian Point of View in the Portuguese Reconquista". Journal of Medieval Monastic Studies. ج. 8: 95–142. DOI:10.1484/J.JMMS.5.117961.
- Wilson، Jonathan، المحرر (2021). The Conquest of Santarém and Goswin's Song of the Conquest of Alcácer do Sal: Editions and Translations of De expugnatione Scalabis and Gosuini de expugnatione Salaciae carmen. Crusade Texts in Translation. Routledge.